# 徳川 (お好み焼店)
徳川（とくがわ）は、広島県・山口県・島根県・愛媛県に店舗網を持つお好み焼きチェーン店 である。

## 概要
1964年に広島市中区新天地に1号店を開業。各テーブルの鉄板で客が自ら焼くという、当地においては目新しいスタイルのお好み焼き店として開業した。
広島県内を中心に店舗網を展開している。運営主体は東洋観光グループの今井観光株式会社（いまいかんこう）。また、同グループの株式会社徳川（旧・株式会社国際企業）も数店舗を運営している。
1990年代から、チルドの広島風お好み焼きの販売も行っている。
2006年10月より、広島風お好み焼・鉄板居食家の新業態店「徳兵衛」を展開している。

## 特徴
混ぜ焼き式で客が自分で焼く方式を採用するお好み焼きチェーンで、メインとなる商品は関西風お好み焼きである。大規模かつ広島市中心部に開業した初のお好み焼き店になった。徳川開店当時の広島では家族経営の小規模店舗が多かった中での徳川の出店は、広島に住む人にとって衝撃を与える物だった。徳川の出店は広島の人にとって関西風のお好み焼きを認識させ、また広島風のお好み焼きを再認識することに繋がった。
混ぜ焼きで客に焼かせる提供方式を選んだ理由として、食材及び設備を整えたら客が自ら焼くことで店側の手間を省き、店舗の大型化を図る目的などがあった。副産物として、自分で焼く事で、店内でも家庭内の様な食事の団欒が楽しめるというメリットも生み出した。。広島風お好み焼きの構造上、大量に焼いて提供する事が困難だった が、その後ステーキ用鉄板にのせて客席に運ぶ方法が考案され、店舗の大型化が可能となった。
現在はのせ焼き式の広島風お好み焼きも提供しているが、「徳兵衛」業態店を除いてメインの商品ではない。
広島では珍しいもんじゃ焼きも扱っている。基本的にもんじゃ焼き、広島風お好み焼きも自分で焼くスタイルを取っている。店内にはそれぞれの焼き方を書いたパンフレットがテーブル毎に置いてあるが、苦手な人は従業員に頼んで焼いて貰うことも出来る。

## 店舗

### 現在
| 県名   | 市町村名       | 行政区   | 店名                               | 所在地     |
| ------ | -------------- | -------- | ---------------------------------- | ---------- |
| 広島県 | 広島市         | 中区     | 徳川総本店                         | 胡町       |
| 広島県 | 広島市         | 中区     | 徳兵衛紙屋町店                     | 大手町     |
| 広島県 | 広島市         | 中区     | 徳川富士見町店                     | 富士見町   |
| 広島県 | 広島市         | 南区     | 徳川南区民センター店               | 比治山本町 |
| 広島県 | 広島市         | 南区     | 徳川イオン宇品店（フードコート内） | 宇品東     |
| 広島県 | 広島市         | 南区     | 徳兵衛広島新幹線店                 | 松原町     |
| 広島県 | 広島市         | 南区     | 徳川アッセ駅ビル店                 | 松原町     |
| 広島県 | 広島市         | 西区     | 徳川南観音店                       | 南観音     |
| 広島県 | 広島市         | 安佐南区 | 徳川安古市店                       | 古市       |
| 広島県 | 広島市         | 安佐南区 | 徳川八木店                         | 八木       |
| 広島県 | 広島市         | 安佐南区 | 徳川毘沙門台店                     | 大町東     |
| 広島県 | 広島市         | 安佐北区 | 徳川可部店                         | 可部       |
| 広島県 | 広島市         | 佐伯区   | 徳川五日市店                       | 八幡東     |
| 広島県 | 安芸郡海田町   | -        | 徳川海田店                         | 栄町       |
| 広島県 | 廿日市市       | -        | 徳川廿日市店                       | 下平良     |
| 広島県 | 呉市           | -        | 徳川呉中通り店                     | 中通り     |
| 広島県 | 呉市           | -        | 徳川広店                           | 広白石     |
| 広島県 | 呉市           | -        | 徳兵衛呉駅ビル店                   | 宝町       |
| 広島県 | 東広島市       | -        | 徳川西条店                         | 西条昭和町 |
| 広島県 | 三原市         | -        | 徳川三原店                         | 城町       |
| 広島県 | 福山市         | -        | 徳川福山東深津店                   | 東深津町   |
| 山口県 | 岩国市         | -        | 徳川岩国室の木店                   | 室の木     |
| 島根県 | 隠岐郡西ノ島町 | -        | 徳川西ノ島店                       |            |
| 愛媛県 | 松山市         | -        | 徳川松山衣山店                     | 衣山       |

### 過去
- 徳川福島町店：広島市西区福島町(南観音へ移転)
- 徳川ダイイチ店：広島市中区紙屋町（「ダイイチ」＝現在はエディオンに社名変更。当時のダイイチ本店（現在のエディオン広島本店 本館8F）に出店。）
- 徳川田中町店(ボウル国際B1)：広島市中区田中町
- 徳川高陽店：広島市安佐北区真亀
- 徳川ベスト電器店：広島市南区西蟹屋
- 徳川フジグラン緑井店(フードコート内)：広島市安佐南区緑井
- 徳川戸坂店：広島市東区戸坂大上
- 徳川西条プラザ店(閉店)：東広島市西条西本町(2016年8月の西条プラザ閉館で一度閉店し同年12月に上記の西条店へ移転)

etc

## 主なメニュー
主力の徳川風お好み焼きには徳川家歴代将軍の名前を使い、その他のメニューにも徳川家の影響を受けた名称を多く採用している。

### 徳川風お好み焼（関西風）
メニューの名前は、それぞれ徳川家歴代将軍の名前が使われている。
- 初代将軍 家康（豚肉入り）
- 第二代将軍 秀忠（豚肉・豚トロ入り）
- 第三代将軍 家光（ホタテ入り）
- 第四代将軍 家綱（エビ入り）
- 第五代将軍 綱吉（イカ入り）
- 第六代将軍 家宣（タコ入り）
- 第七代将軍 家継（豚肉・チーズ入り）
- 第八代将軍 吉宗（豚肉・エビ入り）
- 第九代将軍 家重（豚肉・イカ入り）
- 第十代将軍 家治（イカ・エビ入り）
- 第十一代将軍 家斉（エビ・チーズ入り）
- 第十二代将軍 家慶（豚肉・キムチ入り）
- 第十三代将軍 家定（豚肉・ホタテ・エビ入り）
- 第十四代将軍 家茂（豚肉・イカ・エビ入り）
- 第十五代将軍 慶喜（イカ・エビ・タコ入り）
- 竹千代（豚肉・イカ・エビ・タコ入り）

### 広島風お好み焼
- 広島風
- 広島風そば入り
- 広島風スペシャル

### もんじゃ焼
- もんじゃ豚肉
- もんじゃ明太子・もち
- もんじゃ豚肉・キムチ
- もんじゃカレー・コーン・チーズ
- もんじゃスペシャル（豚肉・イカ・エビ）
- もんじゃ明太子・もち・チーズ

### 焼そば・焼うどん
- 江戸焼うどん（豚肉入り）
- 尾張焼うどん（豚肉・イカ入り）
- 江戸焼そば（豚肉入り）
- 尾張焼そば（豚肉・イカ入り）

### 鉄板焼
- 牛ロース
- 国産カルビ
- 豚トロ
- 白肉（ミノ）
- シーフード焼
- 鶏せせり
- イカの姿焼
- 野菜焼

その他、サラダやセットメニュー、つきだし、ドリンクなどがある。

## テーマソング・テレビCM
徳川のテーマソング及びCMは創業時から現在まで変わらず使われ続けており、デュークエイセスが歌っている。CMは主に広島ホームテレビの夕方（アニメ再放送枠（トムとジェリーなど）→ひろしまVOICE→げっきんLIVE→Jステーション→みみよりライブ 5up!）に放送されている。
CM映像は全編アニメーションで構成されている。牛、豚、イカ、達が楽しそうに並んで踊りながらコーラスし、女性がお好み焼きを作るというユニークなもの。長年フィルムを繰り返し使用され続けてきた影響で、映像はかなり劣化しており色が褪せている。
近年はテレビのハイビジョン化やに伴い、昔の4:3の映像をそのまま使いつつも現在の16:9の放送に合わせて余白に別の映像を合成で入れたり、キャラクターはそのままに映像をHDリメイクしたものなど様々なバージョンが制作されCMで使用されている。
また、広島出身のお笑いコンビ・アンガールズが読売テレビ・日本テレビ系列全国ネットのテレビ番組『秘密のケンミンSHOW』の中で歌い、改めて広島県での知名度が高い事を示している。
iモード、EZweb、Yahoo!ケータイでは着メロがダウンロードできる。

### 補足
1. ↑  1980年に広島市は政令指定都市に移行し広島市中区胡町になる。
2. ↑  広島で関西風のお好み焼き店は徳川以前に既に存在し[3]、1954年に旅館を改装した関西風のお好み焼きが開店した[7]。第二次世界大戦前に大人向けのお好み焼き店の広島への出店は確認されていない[8]。徳川の出店以降、広島にも個人経営の関西風のお好み焼き店が増えていくことになった[3]。
3. ↑  関西風のルーツになった関東風お好み焼き（風流お好み焼き 染太郎など）では、団欒を楽しんだと記述がある[11]。